# Квадрат (алгебра)

Квадра́т числа {\displaystyle x} — результат умножения числа на себя: {\displaystyle x\cdot x}. Обозначение: {\displaystyle x^{2}}.
Вычисление {\displaystyle x^{2}} — математическая операция, называемая возведе́нием в квадра́т. Эта операция представляет собой частный случай возведения в степень, а именно — возведение числа {\displaystyle x} в степень 2.
Далее приведено начало числовой последовательности для квадратов целых неотрицательных чисел (последовательность A000290 в OEIS):
0, 1, 4, 9, 16, 25, 36, 49, 64, 81, 100, 121, 144, 169, 196, 225, 256, 289, 324, 361, 400, 441, 484, 529, 576, 625, 676, 729, 784, 841, 900, 961, 1024, 1089, 1156, 1225, 1296, 1369, 1444, 1521, 1600, 1681, 1764, 1849, 1936, 2025, 2116, 2209, 2304, 2401, 2500, …
Исторически натуральные числа из этой последовательности называли «квадратными».

## Способы представления
Квадрат натурального числа {\displaystyle n} можно представить в виде суммы первых {\displaystyle n} нечётных чисел:

1: {\displaystyle 1=1}
2: {\displaystyle 4=1+3}
…
7: {\displaystyle 49=1+3+5+7+9+11+13}
…
Ещё один способ представления квадрата натурального числа:

{\displaystyle n^{2}=1+1+2+2+\ldots +(n-1)+(n-1)+n}

Пример:

1: {\displaystyle 1=1}
2: {\displaystyle 4=1+1+2}
…
4: {\displaystyle 16=1+1+2+2+3+3+4}
…
Сумма квадратов первых {\displaystyle n} натуральных чисел вычисляется по формуле:

{\displaystyle \sum _{k=1}^{n}k^{2}=1^{2}+2^{2}+3^{2}+\ldots +n^{2}={\frac {n(n+1)(2n+1)}{6}}}
Способ 1, метод приведения:

Рассмотрим сумму кубов натуральных чисел от 1 до {\displaystyle n+1}:
{\displaystyle \sum _{k=1}^{n}k^{3}+(n+1)^{3}=\sum _{k=0}^{n}(k+1)^{3}=\sum _{k=0}^{n}(k^{3}+3k^{2}+3k+1)=\sum _{k=0}^{n}k^{3}+\sum _{k=0}^{n}3k^{2}+\sum _{k=0}^{n}3k+\sum _{k=0}^{n}1=\sum _{k=0}^{n}k^{3}+3\sum _{k=0}^{n}k^{2}+3\sum _{k=0}^{n}k+\sum _{k=0}^{n}1}
Получим:
{\displaystyle (n+1)^{3}=3\sum _{k=0}^{n}k^{2}+3\sum _{k=0}^{n}k+\sum _{k=0}^{n}1=3\sum _{k=0}^{n}k^{2}+3{\frac {(n+1)n}{2}}+(n+1)}
Умножим на 2 и перегруппируем:
{\displaystyle 6\sum _{k=0}^{n}k^{2}=2(n+1)^{3}-3(n+1)n-2(n+1)=(n+1)(2(n+1)^{2}-3n-2)=(n+1)(2n^{2}+n)=n(n+1)(2n+1)}
{\displaystyle \sum _{k=0}^{n}k^{2}={\frac {n(n+1)(2n+1)}{6}}}       (В рассуждениях использована формула: {\displaystyle \sum _{k=0}^{n}k={\frac {(n+1)n}{2}}}, вывод которой аналогичен приведённому)
Способ 2, метод неизвестных коэффициентов:

Заметим, что сумма функций степени {\displaystyle N} может быть выражена как функция {\displaystyle N+1} степени. Исходя из этого факта предположим:
{\displaystyle \sum _{k=0}^{n}k^{2}=f(n)=An^{3}+Bn^{2}+Cn+D}
{\displaystyle f(0)=0;f(1)=1;f(2)=5;f(3)=14}
Получим систему линейных уравнений относительно искомых коэффициентов:
{\displaystyle {\begin{cases}0A+0B+0C+D=0\\A+B+C+D=1\\8A+4B+2C+D=5\\27A+9B+3C+D=14\\\end{cases}}}
Решив её, получим {\displaystyle A={\frac {1}{3}},B={\frac {1}{2}},C={\frac {1}{6}},D=0}
Таким образом:
{\displaystyle \sum _{k=0}^{n}k^{2}=f(n)={\frac {1}{3}}n^{3}+{\frac {1}{2}}n^{2}+{\frac {1}{6}}n+0={\frac {n(n+1)(2n+1)}{6}}}

## Квадрат комплексного числа
Квадрат комплексного числа в алгебраической форме можно вычислить по формуле:
{\displaystyle \left(a+bi\right)^{2}=\left(a^{2}-b^{2}\right)+2abi.}
Аналогичная формула для комплексного числа в тригонометрической форме:
{\displaystyle \left(r\left(\cos \phi +i\sin \phi \right)\right)^{2}=r^{2}\left(\cos {2\phi }+i\sin {2\phi }\right).}

## Геометрический смысл
Квадрат числа равен площади квадрата со стороной, равной этому числу.